# HMS Hoste (K566)
HMS Hoste (K566) là một tàu frigate lớp Captain của Hải quân Hoàng gia Anh hoạt động trong Chiến tranh Thế giới thứ hai. Nó nguyên được Hoa Kỳ chế tạo như chiếc DE-521, một tàu hộ tống khu trục lớp Evarts, và chuyển giao cho Anh Quốc theo Chương trình Cho thuê-Cho mượn (Lend-Lease). Nó là chiếc tàu chiến duy nhất của Hải quân Anh được đặt tên theo Đại tá Hải quân Sir William Hoste (1780-1828), người từng tham gia các cuộc Chiến tranh Cách mạng Pháp và Chiến tranh Napoleon. Nó đã phục vụ cho đến khi chiến tranh kết thúc tại Châu Âu, hoàn trả cho Hoa Kỳ năm 1945 nhưng rút biên chế và xóa đăng bạ ngay sau đó, và cuối cùng bị bán để tháo dỡ vào năm 1946.

## Thiết kế và chế tạo
Những tàu frigate lớp Captain thuộc phân lớp Evarts có chiều dài chung 289 ft 5 in (88,21 m), mạn tàu rộng 35 ft 1 in (10,69 m) và độ sâu mớn nước khi đầy tải là 8 ft 3 in (2,51 m). Chúng có trọng lượng choán nước tiêu chuẩn 1.140 tấn Anh (1.160 t); và lên đến 1.430 tấn Anh (1.450 t) khi đầy tải. Hệ thống động lực bao gồm bốn động cơ diesel General Motors Kiểu 16-278A nối với bốn máy phát điện để vận hành hai trục chân vịt; công suất 6.000 hp (4.500 kW) cho phép đạt được tốc độ tối đa 21 kn (24 mph; 39 km/h), và có dự trữ hành trình 4.150 nmi (4.780 mi; 7.690 km) khi di chuyển ở vận tốc đường trường 12 kn (14 mph; 22 km/h).
Vũ khí trang bị bao gồm ba pháo 3 in (76 mm)/50 cal trên tháp pháo nòng đơn có thể đối hạm hoặc phòng không, một khẩu đội 1,1 inch/75 caliber bốn nòng và chín pháo phòng không Oerlikon 20 mm. Vũ khí chống ngầm bao gồm một dàn súng cối chống tàu ngầm Hedgehog Mk. 10 (có 24 nòng và mang theo 144 quả đạn); hai đường ray Mk. 9 và tám máy phóng K3 Mk. 6 để thả mìn sâu.
DE-521 được đặt lườn tại Xưởng hải quân Boston ở Boston, Massachusetts vào ngày 14 tháng 8, 1943; nó được hạ thủy vào ngày 24 tháng 9, 1943. Con tàu được chuyển giao cho Anh Quốc vào ngày 19 tháng 10, 1943 và được đặt tên HMS Mitchell, nhưng Hải quân Hoàng gia Anh đổi tên nó thành HMS Hoste vào ngày 5 tháng 11, 1943; và sau khi hoàn tất vào ngày 3 tháng 12, 1943 nó được đỡ đầu bởi bà D. W. Mitchell đồng thời nhập biên chế cùng Hải quân Hoàng gia Anh như là chiếc HMS Hoste (K566) dưới quyền chỉ huy của Hạm trưởng, Thiếu tá Hải quân Keith Burns Hopkins.

## Lịch sử hoạt động
Trong quá trình phục vụ cùng Hải quân Hoàng gia Anh, Hoste hoạt động trong vai trò chính là hộ tống các đoàn tàu vận tải vượt Đại Tây Dương và tại vùng eo biển Manche từ năm 1943 đến năm 1945.
Sau khi chiến tranh chấm dứt tại Châu Âu, Hoste được hoàn trả cho Hoa Kỳ tại Harwich, Anh vào ngày 22 tháng 8, 1945, nhằm giảm bớt chi phí mà Anh phải trả cho Hoa Kỳ trong Chương trình Cho thuê-Cho mượn (Lend-Lease). Con tàu nhập biên chế trở lại cùng Hải quân Hoa Kỳ cùng ngày hôm đó như là chiếc USS Hoste (DE-521) dưới quyền chỉ huy của Đại úy Hải quân Hoa Kỳ C. G. Helm, Jr., rời Harwich vào ngày 29 tháng 8 và về đến Xưởng hải quân Philadelphia tại Philadelphia, Pennsylvania vào ngày 9 tháng 9.
USS Hoste ở lại Philadelphia cho đến khi được cho xuất biên chế vào ngày 23 tháng 10, 1945. Con tàu bị bán để tháo dỡ vào tháng 6, 1946.